# Вторгнення на Землю
«Вторгнення на Землю» (англ. Terminal Invasion) — фантастичний бойовик 2002 року.

## Сюжет
Пасажири і жінка-пілот опинилися бранцями засніженого аеропорту після того, як їх літак не зміг піднятися в повітря через снігову бурю. Незабаром до них приєднуються засуджений вбивця Джек Едвардс і супроводжуючі його охоронці, чий тюремний фургон застряг неподалік. Джеку доводиться боротися з інопланетянами, які так само опинилися тут випадково. Але прибульці вміють приймати людський вигляд і зливаються із загальною масою людей.

## У ролях
- Брюс Кемпбелл — Джек
- Чейз Мастерсон — Кеті Гаррет
- С. Девід Джонсон — Девід Хіггінс
- Кедар Браун — Деріан
- Ендрю Тарбет — Ендрю Філіпс
- Сара ЛаФлер — Сара Філіпс
- Марсія Беннетт — Глорія
- Чак Бірн — Дел
- Джейсон Джонс — сержант Грифін
- Стівен Джофф — Стівен
- Ханна Лохнер — Ханна
- Ділан Бірк — Енджі
- Йен Дауні — преподобний Каллахан
- Скотт Віквер — офіцер Ред
- Джейк Саймонс — офіцер Томмі